# مکرتیچ مکرتچیان (مبارز)
مکرتیچ مکرتچیان (ارمنی: Մկրտիչ Մկրտչյան؛  زادهٔ ۲۴ آوریل ۱۹۶۲ - درگذشته ۴ نوامبر ۲۰۲۳) خواننده اهل ارمنستان است. وی بین سال‌های - تا - میلادی فعالیت می‌کرد.

## زندگی‌نامه
وی در ۲۴ آوریل ۱۹۶۲ در نرکین ساسناشن به دنیا آمد و از کنسرواتوار دولتی کومیتاس ایروان فارغ‌التحصیل گشت. همچنین برندهٔ جوایزی همچون هنرمند شایسته جمهوری ارمنستان شده است. وی در ۴ نوامبر ۲۰۲۳ در سن ۶۱ سالگی درگذشت.